# 大同府文庙
40°05′15″N 113°17′58″E / 40.08750°N 113.29944°E
大同府文庙，是明、清山西大同府的府学文庙（即孔庙），即当地最高学府和祭孔场所，为明初时由云中驿改建，在县城东南隅，今大同市平城区境内。尚存戟门、大成殿、神库和神厨，是山西省文物保护单位。

## 历史沿革
大同的学府本在府治之东，北魏时的中书学，辽代为西京国子监，金代为太学，元代改大同县学。明洪武八年（1375年）升为府学。二十九年（1396年）原府学改建代蕃府第，府学迁建于云中驿旧址。後经过几次扩建，宣德二年（1427年）增建肃敬厅，正统九年（1444年）增建崇文阁。嘉靖十二年（1533年），大同城内兵变，文庙遭严重破坏。嘉靖十六年（1537年）重修。天启四年（1624年）又建雁塔，文庙宏大的格局基本形成。
20世纪90年代，大同市第六中学将校址迁入大同府文庙内，府文庙残存的文物只余大成殿、神厨、神库、乡贤祠、名宦祠、戟门六处。2005年，文物部门对大同府文庙神厨、神库两大配殿进行了落架大修。 2008年大同市启动府文庙保护修复工程，同年7月20日，大同六中从府文庙迁出，建造不足15年的教学楼也被拆除。 投资三千万人民币，历经近两年的修建，大同市依史籍原样重建了府文庙的尊经阁、东西配殿、东西廊庑、碑亭、碑廊、泮池、棂星门、义门，对尚存的六处古建进行了修复，使得整个文庙占地面积达到4万平方米。同时整治了府文庙的周边环境，复建了府文庙中轴线南、北、东、西的云路坊、大成坊、义路坊、礼门坊。2010年11月，府文庙正式竣工。 

## 建筑形制
府学文庙极盛时，包括文庙、学宫和府教育机构三部分。文庙部分规模最大，中轴线上有云路坊、大成坊、棂星门、泮池、戟门、大成殿和尊经阁，还有义路坊、礼门坊、斋明厅、洁清厅、东西庑、乡贤祠、神库、神厨等附属建筑；学宫部分有大门、仪门、明伦堂、东西斋房等；教育机构包括教授署和训导署。至今仅戟门、大成殿、神库及神厨幸存。
- 棂星门
- 石牌坊
- 泮池和大成门
- 大成殿
- 大成殿
- 大成殿前檐斗栱
- 大成殿鸱吻
- 大成殿内部
- 大成殿内部梁架
- 乡贤祠
- 尊经阁
- 名宦祠